# Vasyl Velychkovsky
Vasyl Velychkovsky, CSsR (Stanislaviv, 1 de junho de 1903 – Winnipeg, 30 de junho de 1973), foi sacerdote, e mais tarde bispo, da Igreja Católica Grega Ucraniana, uma das Igrejas Católicas Orientais em comunhão com Roma. Ele é um mártir da Igreja Católica, morrendo em 1973 por causa dos ferimentos sofridos enquanto estava preso pela União Soviética por causa de sua fé cristã.
Velychkovsky nasceu em Stanislaviv, na então Áustria-Hungria . Em 1920 ele entrou no seminário em Lviv. Em 1925, ele emitiu os primeiros votos religiosos na aldeia de Holosko, perto de Lviv, na Congregação do Santíssimo Redentor (mais conhecidos como Redentoristas) e foi ordenado sacerdote . Como monge-sacerdote, Vasyl Velychkovsky ensinou e pregou em Volyn. Em 1942 ele se tornou abade do mosteiro de Ternopil. Por causa da perseguição religiosa pela União Soviética Comunista, ele foi preso em 1945 pelo NKVD e enviado a Kiev. A pena de morte foi comutada para 10 anos de trabalhos forçados.
Ao ser solto em 1955, ele voltou para Lviv e foi ordenado bispo em 1963. Em 1969, ele foi preso novamente por três anos por suas atividades religiosas. Lançado em 1972, ele foi exilado. Ele morreu devido aos ferimentos na prisão em Winnipeg, Manitoba, Canadá em 30 de junho de 1973, aos 70 anos.
Trinta anos após sua morte, o corpo de Vasyl Velychkovsky foi encontrado quase incorrupto (seus dedos do pé haviam caído e foram posteriormente divididos para serem usados como relíquias sagradas). Beatificado em 2001, os restos mortais intactos de Vasyl Velychkovsky estão consagrados na Igreja Católica Ucraniana de São José em Winnipeg, Manitoba, Canadá. Hoje, seu santuário está localizado na Avenida Jefferson 250, Winnipeg, Manitoba.